# FIRA Women's European Championship 2007
El FIRA Women's European Championship (Campeonato Europeo Femenino) de 2007 fue la decimosegunda edición del torneo femenino de rugby oficial en Europa.

## Resultados

### Grupo A
| Pos. | Equipo     | Encuentros | Encuentros | Encuentros | Encuentros | Tantos  | Tantos    | Tantos     | Puntos Totales |
| Pos. | Equipo     | jugados    | ganados    | empatados  | perdidos   | a favor | en contra | diferencia | Puntos Totales |
| ---- | ---------- | ---------- | ---------- | ---------- | ---------- | ------- | --------- | ---------- | -------------- |
| 1    | Inglaterra | 3          | 2          | 1          | 0          | 125     | 33        | +92        | 8              |
| 2    | España     | 3          | 2          | 1          | 0          | 91      | 31        | +60        | 8              |
| 3    | Italia     | 3          | 1          | 0          | 2          | 67      | 60        | +7         | 5              |
| 4    | Rusia      | 3          | 0          | 0          | 3          | 8       | 156       | -148       | 3              |

#### Partidos
| 28 de abril | Inglaterra | 62 - 0 | Rusia |  |  |

| 28 de abril | España | 15 - 6 | Italia |  |  |

| 30 de abril | España | 54 - 3 | Rusia |  |  |

| 30 de abril | Inglaterra | 41 - 11 | Italia |  |  |

| 2 de mayo | Italia | 50 - 5 | Rusia |  |  |

| 2 de mayo | España | 22 - 22 | Inglaterra |  |  |

### Grupo B
| Pos. | Equipo       | Encuentros | Encuentros | Encuentros | Encuentros | Tantos  | Tantos    | Tantos     | Puntos Totales |
| Pos. | Equipo       | jugados    | ganados    | empatados  | perdidos   | a favor | en contra | diferencia | Puntos Totales |
| ---- | ------------ | ---------- | ---------- | ---------- | ---------- | ------- | --------- | ---------- | -------------- |
| 1    | Francia      | 3          | 3          | 0          | 0          | 46      | 18        | +28        | 9              |
| 2    | Países Bajos | 3          | 2          | 0          | 1          | 40      | 35        | +5         | 7              |
| 3    | Suecia       | 3          | 1          | 0          | 2          | 23      | 40        | -17        | 5              |
| 4    | Gales        | 3          | 0          | 0          | 3          | 21      | 47        | -26        | 3              |

#### Partidos
| 28 de abril | Francia | 12 - 0 | Suecia |  |  |

| 28 de abril | Países Bajos | 12 - 3 | Gales |  |  |

| 30 de abril | Francia | 27 - 8 | Países Bajos |  |  |

| 30 de abril | Suecia | 18 - 8 | Gales |  |  |

| 2 de mayo | Francia | 17 - 10 | Gales |  |  |

| 2 de mayo | Países Bajos | 20 - 5 | Suecia |  |  |

### Séptimo puesto
| 5 de mayo | Gales | 38 - 14 | Rusia |  |  |

### Quinto puesto
| 5 de mayo | Suecia | 6 - 0 | Italia |  |  |

### Tercer puesto
| 5 de mayo | España | 37 - 0 | Países Bajos |  |  |

### Final
| 5 de mayo | Inglaterra | 27 - 17 | Francia |  |  |

| Bandera de Inglaterra |
| Campeón Inglaterra    |
| Segundo título        |